# 하마노 다이키
하마노 다이키(濱野大輝, 1989년 3월 30일 ~ )는 일본의 남자 성우이다. 아트비전 소속.
도쿄도 출신.

## 작품
- 수퍼 소닉 3 - 스톤
- 야리칭 빗치부